# Henok Teklab
Henok Teklab (Francoforte sul Meno, 16 novembre 1998) è un calciatore tedesco, attaccante dell'Union Saint-Gilloise.

## Carriera
Teklab ha trascorso la prima parte della sua carriera fra sesta divisione tedesca e Regionalliga con le maglie di Germania Schwanheim, Rot-Weiss Francoforte, Hessen Dreieich, Ginsheim, Bayern Alzenau e Preußen Münster.
Nell'estate del 2023 è stato acquistato a titolo definitivo dall'Union Saint-Gilloise. Ha giocato il suo primo incontro professionistico il 19 agosto in Pro League contro il Malines.

## Statistiche

### Presenze e reti nei club
Statistiche aggiornate al 29 marzo 2025.
| Stagione                    | Squadra                     | Campionato                  | Campionato | Campionato | Coppe nazionali | Coppe nazionali | Coppe nazionali | Coppe continentali | Coppe continentali | Coppe continentali | Altre coppe | Altre coppe | Altre coppe | Totale | Totale | Totale |
| Stagione                    | Squadra                     | Comp                        | Pres       | Reti       | Comp            | Pres            | Reti            | Comp               | Pres               | Reti               | Comp        | Pres        | Reti        | Pres   | Reti   |        |
| --------------------------- | --------------------------- | --------------------------- | ---------- | ---------- | --------------- | --------------- | --------------- | ------------------ | ------------------ | ------------------ | ----------- | ----------- | ----------- | ------ | ------ | ------ |
| 2016-2017                   | Germania Schwanheim         | 6D                          | 1          | 0          | -               | -               | -               | -                  | -                  | -                  | -           | -           | -           | 1      | 0      |        |
| 2017-2018                   | Rot-Weiss Francoforte       | 5D                          | 29         | 9          | -               | -               | -               | -                  | -                  | -                  | -           | -           | -           | 29     | 9      |        |
| 2018-2019                   | Hessen Dreieich             | RL                          | 9          | 0          | -               | -               | -               | -                  | -                  | -                  | -           | -           | -           | 9      | 0      |        |
| 2019-2020                   | Ginsheim                    | 5D                          | 17         | 2          | -               | -               | -               | -                  | -                  | -                  | -           | -           | -           | 17     | 2      |        |
| 2020-2021                   | Bayern Alzenau              | RL                          | 38         | 5          | -               | -               | -               | -                  | -                  | -                  | -           | -           | -           | 38     | 5      |        |
| 2021-2022                   | Preußen Münster             | RL                          | 37         | 7          | CG              | 2               | 0               | -                  | -                  | -                  | -           | -           | -           | 39     | 7      |        |
| 2022-2023                   | Preußen Münster             | RL                          | 28         | 6          | CG              | 0               | 0               | -                  | -                  | -                  | -           | -           | -           | 28     | 6      |        |
| Totale Preußen Münster      | Totale Preußen Münster      | Totale Preußen Münster      | 65         | 13         |                 | 2               | 0               |                    | -                  | -                  |             | -           | -           | 67     | 13     |        |
| 2023-2024                   | Union Saint-Gilloise        | D1                          | 21         | 1          | CB              | 3               | 0               | UEL+UECL           | 2+4                | 0                  | -           | -           | -           | 30     | 1      |        |
| 2024-2025                   | Union Saint-Gilloise        | D1                          | 6          | 0          | CB              | 0               | 0               | UCL+UEL            | 2+0                | 0                  | SB          | 1           | 0           | 9      | 0      |        |
| Totale Union Saint-Gilloise | Totale Union Saint-Gilloise | Totale Union Saint-Gilloise | 27         | 1          |                 | 3               | 0               |                    | 8                  | 0                  |             | 1           | 0           | 39     | 1      |        |
| Totale carriera             | Totale carriera             | Totale carriera             | 186        | 30         |                 | 5               | 0               |                    | 8                  | 0                  |             | 1           | 0           | 200    | 30     |        |

## Palmarès

### Club

#### Competizioni nazionali
- Coppa del Belgio: 1

Union Saint-Gilloise: 2023-2024
- Supercoppa del Belgio: 1

Union Saint-Gilloise: 2024
- Campionato belga: 1

Union Saint-Gilloise: 2024-2025